# Культура Новой Зеландии

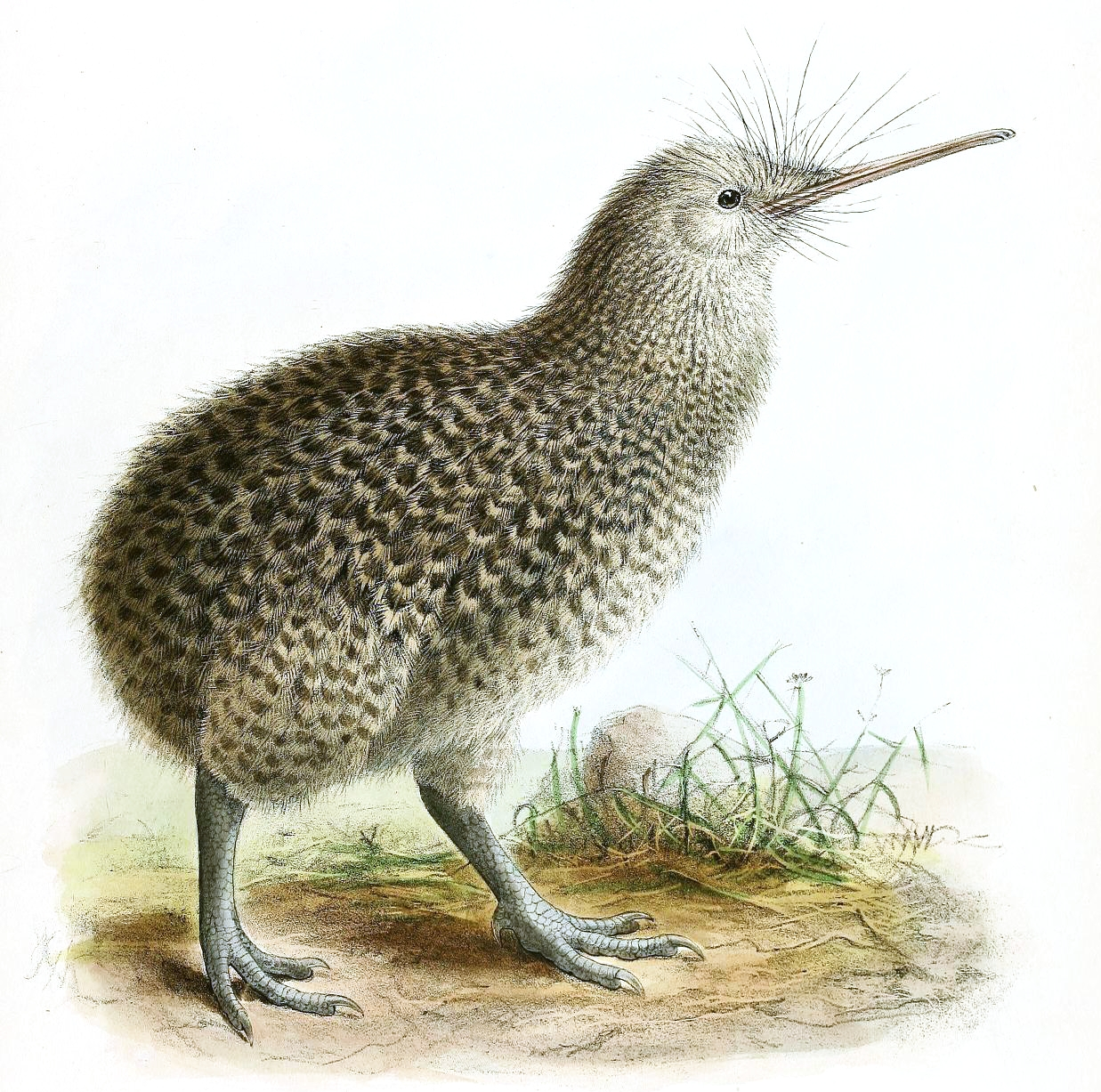
Киви — символ Новой Зеландии

Культура Новой Зеландии — это, по сути, западная культура, находящаяся под влиянием уникальной среды и географической изоляции Новой Зеландии, а также культурного вклада коренного народа маори и различных волн многоэтнической миграции в ходе колонизации Новой Зеландии европейцами.
Полинезийцы достигли островов Новой Зеландии в период между 1250 и 1300 гг. За последующие столетия полинезийской экспансии и расселения культура маори развивалась из своих полинезийских корней. Маори создали отдельные племена, построили укрепленные деревни (па), охотились и ловили рыбу, торговали, развивали сельское хозяйство, искусство, оружейное дело и вели детальную устную историю. Регулярные контакты с европейцами начались с 1800 года. Британская иммиграция продолжалась затем быстрыми темпами, ускорившись с 1855 года. Колонисты оказали существенное влияние на маори, принеся христианство, передовые технологии, английский язык, счёт и письменность. В 1840 году вожди маори подписали договор Вайтанги, призванный дать племенам возможность мирно жить с колонистами. Однако после нескольких инцидентов в 1845 году начались новозеландские войны, в результате которых маори потеряли землю, отчасти из-за конфискаций, но в основном из-за повсеместной и широкой продажи земли. Маори сохранили свою идентичность, в основном предпочитая жить отдельно от поселенцев и продолжая говорить и писать на языке маори. В связи с массовой миграцией из Британии, высоким уровнем смертности среди маори и низкой продолжительностью жизни женщин из числа маори, численность коренного населения сократилась в период с 1850 по 1930 годы. Коренной народ превратился в национальное меньшинство.
Европейские новозеландцы (пакеха), несмотря на то, что находились далеко от Европы, сохранили прочные культурные связи с «Матерью-Англией». Эти связи были ослаблены упадком Британской империи и потерей особого доступа на британские мясные и молочные рынки. Пакеха стали обретать свою собственную идентичность под влиянием новаторской истории, сельского образа жизни и уникальной среды Новой Зеландии. Культура пакеха стала преобладать после войн. В результате постоянных политических усилий бикультурализм и Договор Вайтанги были введены в школьную программу в конце XX века, чтобы способствовать взаимопониманию между маори и пакеха.
В последнее время культура Новой Зеландии расширяется за счёт глобализации и иммиграции с островов Тихого океана, из Восточной и Южной Азии. Мультикультурализм Новой Зеландии подчёркивается на ежегодных фестивалях: Pasifika и ASB Polyfest, крупнейших фестивалях полинезийской культуры, которые проводятся в Окленде.
В Новой Зеландии отмечается два национальных дня памяти: День Вайтанги и День АНЗАК; отмечаются национальные праздники во время годовщин основания каждой провинции. Новая Зеландия имеет национальный гимн — «God Defend New Zealand», который часто исполняется с чередованием куплетов на языке маори и английском. Многие граждане предпочитают минимизировать этническое разделение, просто называя себя новозеландцами или киви.

## Культура маори

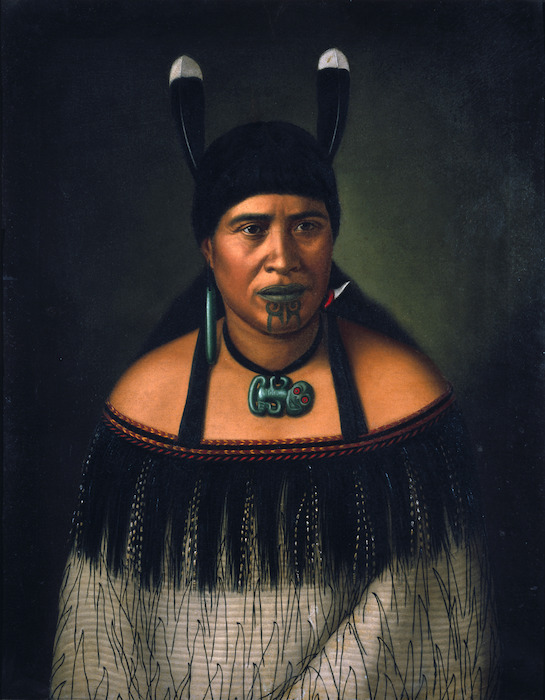
Готфрид Линдауэр. Портрет Хинепаре, женщины из племени Кахунгуну. Она одета в Национальный костюм маори, украшенный чёрной каймой. Два пера гуйи в её волосах указывают на происхождение из семьи вождя. Она также носит хей-тики и серьги из поунаму (новозеландский жад), а также серьгу с акульим зубом (мако). Её моко кауаэ (татуировка подбородка) указывает на статус в племени

Маори являются коренными жителями Новой Зеландии. В период между 1250 и 1300 годами они прибыли в Новую Зеландию на каноэ с восточных полинезийских островов. В легендах маори говорится о долгом путешествии из Гаваики (мифической родины в тропической Полинезии) в больших океанских каноэ (вака). Маори заселили острова Новой Зеландии и развили свою особую культуру в течение нескольких сотен лет. Мифология маори — это своеобразный корпус историй о богах и героях, включающий некоторые полинезийские мотивы. Значимыми фигурами являются Ранги и Папа, Мауи и Купе.
Центральное место во многих культурных событиях занимает мараэ, где семьи и племена собираются для особых случаев, таких как пофири или тангиханга. Маори часто называют себя тангата-фенуа (люди земли), уделяя особое внимание образу жизни, связанному с сушей и морем. Сильны традиционные ценности: проживание сообществами, выращивание своей пищи и обычай делиться с окружающими.
Национальные ценности, история и мировоззрение маори выражаются в традиционных искусствах и ремёслах, таких как хака, та-моко, вайата, резьба, ткачество и пои. Концепция тапу (табу, запрет) также сильна в культуре маори; табу применяют к предметам, людям или даже горам.
С 1820 года начался продолжительный период культурного и численного упадка маори. Маорийские племена часто вели войны между собой, однако мушкетные войны 1805—1842 годов и принесённые европейцами болезни дестабилизировали маорийское общество. Заключённый в 1840 году Договор Вайтанги стал предтечей установления британского правления над Новой Зеландией. Новая Зеландия стала частично самоуправляемой в 1852 году, получив собственный парламент. С 1855 года во всё большем количестве в Новую Зеландию мигрировали европейцы. Самый серьёзный конфликт между маори и европейскими поселенцами случился между 1863 и 1864 годами, что привело к конфискации земель у побеждённых племен. Однако маори продали бо́льшую часть своей земли после 1870 года и продолжали продажи до 1980-х годов. С конца XIX века население маори снова начало увеличиваться, и в 1960-х годах началось культурное возрождение, известное также как ренессанс маори.

## Культура пакеха (новозеландских европейцев)
Культура пакеха (обычно используется как синоним европейской культуры Новой Зеландии) происходит в основном от культуры европейцев, преимущественно английских поселенцев, которые колонизировали Новую Зеландию в XIX веке. Примерно до 1950-х годов многие пакеха считали себя британцами и сохраняли прочные культурные связи с «Матерью-Англией». Тем не менее, было распространённым мнение, что люди, родившиеся в Новой Зеландии, физически сильнее и легче адаптируются, чем британцы. В Новой Зеландии начального периода колонизации жизнь была в основном сельской, что привело к появлению образа трудолюбивого и работящего новозеландца. Другой отличительной чертой культуры пакеха стал эгалитаризм, в отличие от британской классовой системы. В культуре пакеха наблюдаются также субкультуры, происходящие из ирландской, итальянской и других европейских групп, а также различные неэтнические субкультуры.
Отсутствие «высокой культуры» — признанных в остальном мире художников, писателей и композиторов — Новой Зеландии иногда рассматривается как свидетельство отсутствия собственной культуры у пакеха вообще. При этом в реальности массовая культура пакеха, как правило, очень заметна и высоко ценится. Существует мнение, что «отсутствие» собственной культуры европейцев в Новой Зеландии является признаком привилегии белых, позволяющим членам доминирующей группы видеть свою культуру как «нормальную» или «естественную». Так, одна из целей антирасистских объединений пакеха в 1980-х годах состояла в том, чтобы дать пакеха возможность увидеть свою собственную культуру.

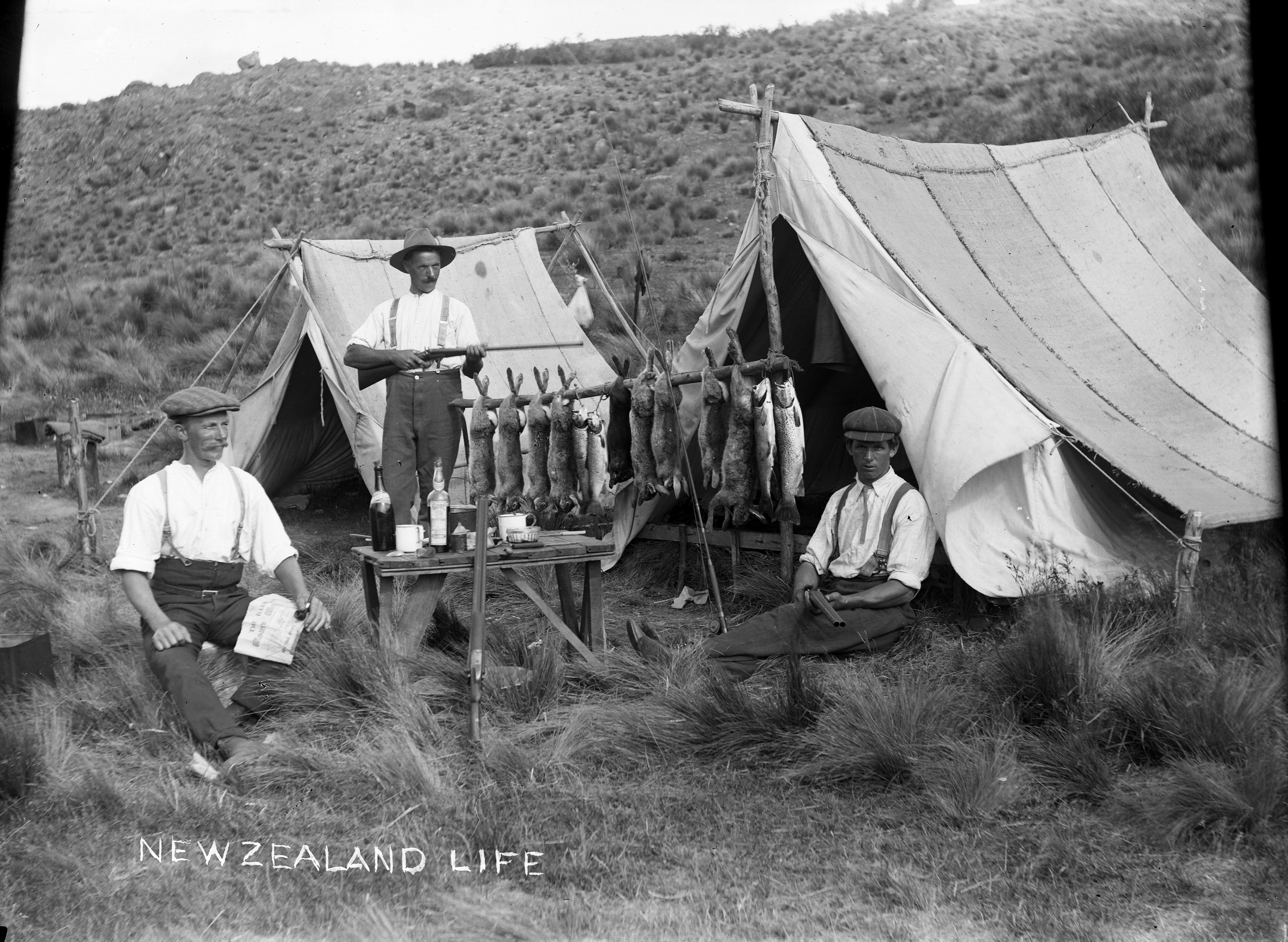
Европейские поселенцы в Новой Зеландии развили свою идентичность под влиянием деревенского образа жизни. На этой фотографии 1909 года мужчины в лагере демонстрируют пойманных кроликов и улов рыбы

С 1980-х годов жители Новой Зеландии европейского происхождения начали исследовать свои традиции и рассуждать о том, что у новозеландцев-пакеха сложилась собственная культура, отличная и от культуры маори, и от британской. Возник интерес к «Кивиане» — знаковым элементам новозеландской культуры, таким как похутукава (новозеландское рождественское дерево), пепельницы из ракушек пауа, игрушка Buzzy Bee, конфеты Pineapple Lumps, резиновые сапоги и сандалии-вьетнамки.

## Культуры других этносов

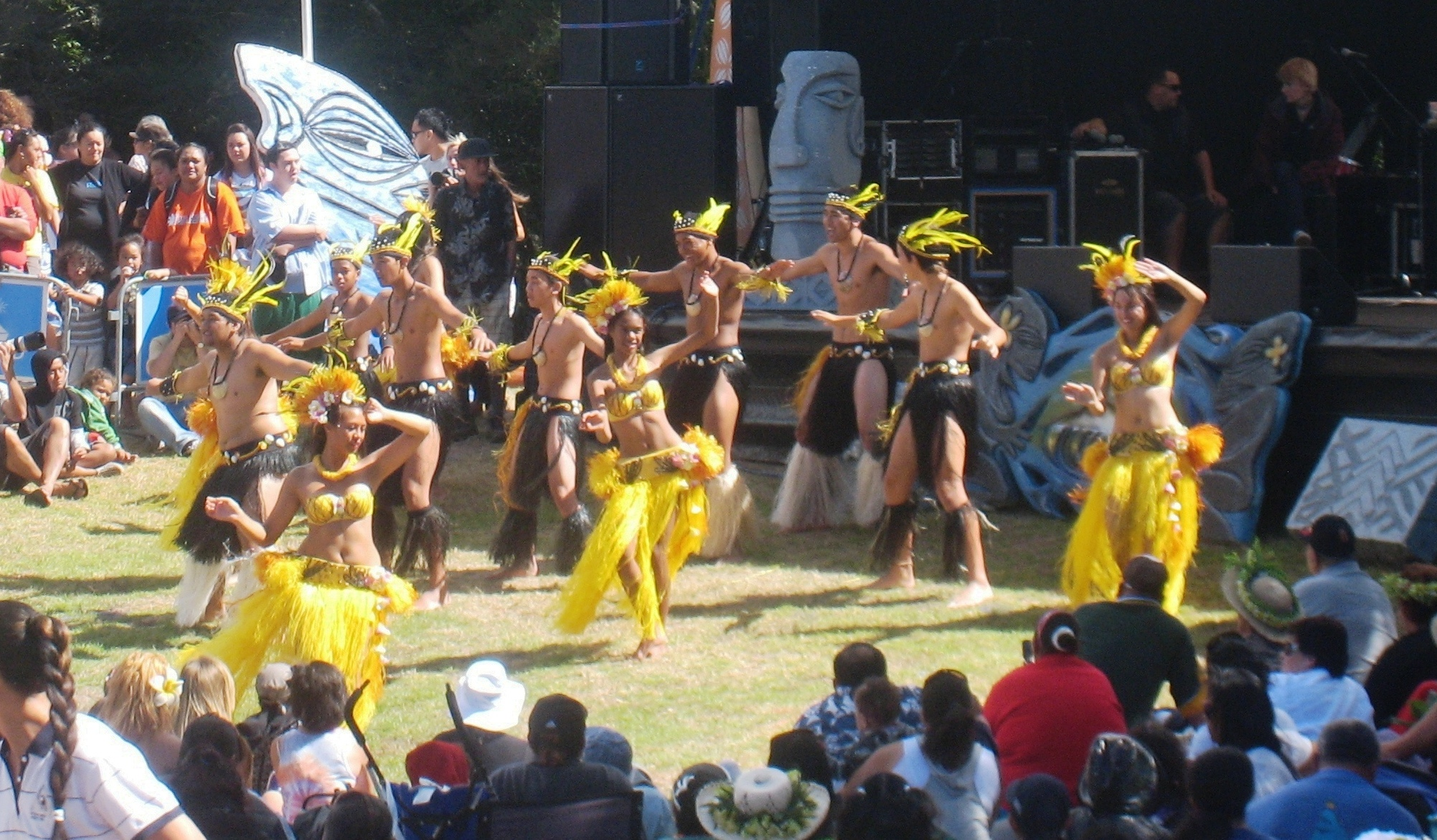
Танцоры с островов Кука на Фестиваль Pasifika в Окленде, 2010

Этнические сообщества в Новой Зеландии сохраняют черты своих собственных культур, и в некоторых районах они стали популярными среди населения. Диаспоры представителей разных культур стали частью страны, а многие группы были сосредоточены в конкретных географических областях. К ним относятся балканцы в Нортленде, датские поселенцы в Хокс-Бей, южнокитайские и арабские поселенцы в Отаго. Кроме того, имеются более крупные сообщества пакеха, состоящие из английских поселенцев (например, в Кентербери), ирландцев (на западном побережье Южного острова) и шотландцев (в Отаго и Саутленде).
С середины XX века в страну въезжали волны иммигрантов из разных этнических групп: в 1950-х годах — голландцы и жители центральной Европы, c 1960-х годов — жители тихоокеанских островов, с 1980-х годов — северные китайцы, индийцы и юго-восточные азиаты. Различные аспекты каждой из этих культур добавились к культуре Новой Зеландии; так, например, в Новой Зеландии отмечается китайский Новый год, особенно в Окленде и Данидине, а в южной части Окленда сильны культурные связи с Самоа. Для того, чтобы подчеркнуть мультикультурализм и разнообразие тихоокеанских культур, в Окленде проводится несколько фестивалей тихоокеанских островов. Основными из них являются фестиваль Polyfest, на котором выступают старшеклассники Окленда и фестиваль Pasifika, в ходе которого посетители могут познакомиться с традициями островов Тихого океана, традиционной едой, музыкой, танцами и развлечениями.
Популярный музыкальный стиль Urban Pasifika также берёт свое начало в новозеландском тихоокеанском сообществе и стал основным направлением в новозеландской музыкальной культуре. Ежегодно проводится церемония Pacific Music Awards, наградами которой отмечается вклад тихоокеанских музыкантов и музыкальных стилей в новозеландскую музыку. Наследие тихоокеанских островов также проявляется в изобразительном искусстве Новой Зеландии. Такие художники, как Фату Феуу, Лили Лаита, Джон Пуле, Юки Кихара и Мишель Таффери находятся под сильным влиянием своих тихоокеанских корней.

## Культурный обмен

### Заимствования маори из культуры пакеха
Со времени прибытия европейцев в Новую Зеландию маори воспринимали большинство аспектов культуры пакеха. Начиная с 1830-х годов многие маори были обращены в христианство, обучались чтению и письму, а к концу XIX века уровень грамотности среди маори и пакеха был одинаков. В XIX веке возник ряд религий, таких как Паи Марире, ратана и Рингату, в которых смешались традиции верований маори и христианство.
Многие традиционные песнопения маори были положены на английскую музыку, другие же сразу писали под европейские мелодии. Из британских тканей и материалов шилась новая одежда, резчики по дереву стали пользоваться европейскими металлическими инструментами. От европейцев маори научились обращению с лошадьми. Европейские инструменты и особенно оружие (деревянные мушкеты, приклады винтовок) часто украшались традиционными орнаментами и сложной резьбой. С 1820-х годов маори начали строить морские суда в традициях европейского судостроения. Многие из этих мероприятий проводились в сотрудничестве с европейскими торговцами и поселенцами.
После поражения мятежных маори, которые пытались организовать независимое государство в Стране короля, принятие культуры пакеха во многом перестало для маори быть последствием свободного выбора, так как пакеха начали превосходить маори в численности. Парламент принял закон, касающийся маори, такой как Закон о местных школах (1867), который требовал, чтобы английский язык был основным языком обучения для детей-маори. Большинство маори поощряли своих детей изучать английский язык и образ жизни пакеха, чтобы полноценно существовать в обществе. С 1880-х годов в колледжах маори, таких как Те Ауте появились выпускники с образованием, соответствующим западным стандартам. Влиятельные люди из народа маори, такие как Помаре I, Апирана Нгата, Те Ранги Хироа, считали, что дальнейшее внедрение культуры пакеха послужит развитию маори в Новой Зеландии. Вместе они образовали младомаорийскую партию, которая оказала большое влияние на улучшение медицинского обслуживания и образования маори. Все они в какой-то степени верили в развитие интереса к искусству и ремеслу маори. Нгата стал ведущим политиком Новой Зеландии и исполняющим обязанности премьер-министра. Традиционный уклад жизни и культура маори стали менее уязвимыми, поскольку передовые западные технологии — электричество, телеграф, дороги, радио, самолёты, холодильники, сделали необязательным соблюдение большинства запретов и традиций. Тем не менее, маори сохранили свои ритуалы, такие как танги (похороны). С начала XX века и особенно с 1970-х годов активисты маори начали протестовать против европоцентризма и требовали признания своей культуры равной европейской.
Многие маори стали успешными деятелями европейского искусства. К ним относятся оперные певцы Иниа Те Виата и Кири Те Канава, романисты Кери Хьюм (лауреат премии Букера) и Алан Дафф, поэт Хоне Туфаре, художник Ральф Хотере, актёры Темуэра Моррисон и Клифф Кёртис, режиссёр Ли Тамахори. Культура маори также вдохновляет художников-пакеха.

### Заимствования пакеха из культуры маори

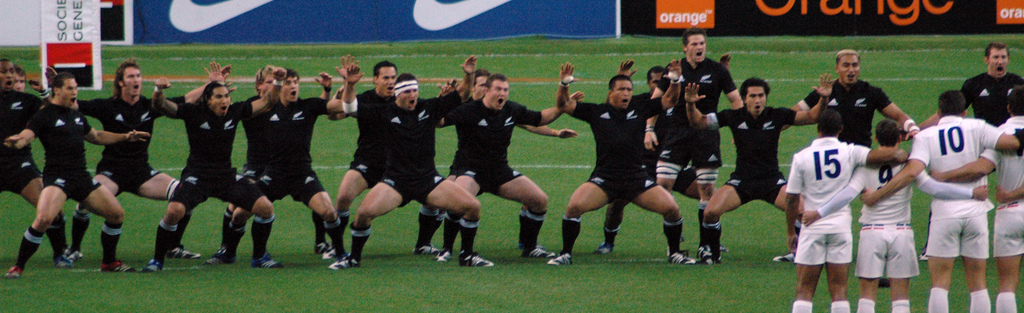
Команда All Blacks исполняет хаку

С конца XIX века новозеландцы европейского происхождения использовали элементы культурных традиций маори. Самым известным примером является хака команды «All Blacks» — традиционный танец маори, который исполняется перед международными матчами по регби (при этом в команде много игроков, не являющихся маори). Художники-пакеха, такие как Колин Маккэон и Гордон Уолтерс, также включали мотивы маори в свои картины. Ряд ранних писателей-пакеха использовали темы маори в попытке создать подлинно новозеландскую литературу. Индустрия туризма также активно использует культуру маори, стремясь представить туристам уникальные новозеландские впечатления. Многие пакеха, проживающие в других странах, используют элементы культуры маори для выражения своих связей с Новой Зеландией. Примером этого является массовое исполнение хаки, которое проходит на площади Парламента в Лондоне каждый день Вайтанги. Хотя в мероприятии участвуют маори, большинство участников — пакеха.
В течение многих лет пакеха не консультировались с маори по поводу использования элементов их культуры, а маори, как правило, не особенно протестовали, если только использование не происходило уж совсем неуместным образом. С 1970-х годов маори всё чаще стали возражать против использования европейцами культуры маори, особенно когда это использование было неуважительным. Одним из примеров этого является «нападение на вечеринку с хака» в 1979 году. У студентов инженерных специальностей Оклендского университета была традиция пародировать хаку на выпускном. После того, как просьбы студентов-маори о прекращении такой практики были проигнорированы, группа маори атаковала студентов-европейцев. Позже их обвинили в нападении, но старейшины маори сообщили в их защиту, что пародийная хака инженеров была глубоко оскорбительна. Большинство пакеха теперь более уважительно относятся к культуре маори и часто консультируются с маори. Однако, несмотря на это, некоторые элементы культуры маори иногда всё ещё используются ненадлежащими способами.
Некоторые пакеха были глубоко вовлечены в возрождение искусства маори. Так, например, известный музыкант Ричард Наннс использует традиционные музыкальные инструменты маори в своём творчестве. Многие учёные внесли значительный вклад в изучение культуры маори, например, антрополог Энн Салмонд изучала традиционные приветственные ритуалы; Мервин Маклин занимался анализом народных песен. История маори была написана в основном историками-пакеха: Майклом Кингом, Джеймсом Беличем, Полом Муном. Маори неохотно раскрывали свои традиционные знания европейцам из-за боязни насмешек или обвинений в варварстве, а также табу, требовавшего сохранения племенных тайн. Когда Кингитанга позволил Майклу Кингу написать биографию «принцессы» Те Пуэа, маори всё ещё скрывали нелицеприятные материалы о ней.

### Заимствования из зарубежных культур
И маори, и пакеха заимствовали культурные формы и стили других стран, в частности Великобритании и США. Самая популярная новозеландская музыка происходит от англо-американских стилей — рок-музыки, хип-хопа, электронной танцевальной музыки и связанных с ними поджанров. Хотя есть признаки «новозеландского стиля», многие группы включают новозеландские темы в свою работу, поэтому этот стиль по-разному влияет на каждый жанр. Начиная с 2000-х годов, новозеландцы развили английские музыкальные жанры — дабстеп, драм-н-бейс, джангл и связанные с ними поджанры, получив уникальный звук, примером которого являются такие группы, как Salmonella Dub, Shapeshifter и другие.
В изобразительном искусстве также прослеживается влияние международных движений, например, кубизма в ранних работах Колина Маккэона. В целом, развитие средств массовой информации, в том числе международных, означает, что новозеландцы всегда были в курсе событий в других странах и так или иначе поддавались влиянию новых форм и стилей из-за рубежа.

## Языки
Новая Зеландия имеет три государственных языка. Английский является основным и используется повсеместно без ограничений. Язык маори и новозеландский жестовый язык также имеют официальный статус в случаях, определённых соответствующими законами. В некоторых общинах иммигрантов в Новой Зеландии также говорят и на других языках.

### Новозеландский английский
Новозеландский английский по своему произношению близок к австралийскому английскому, но имеет несколько отличий; в некоторых из них сказывается влияние языка маори. Одним из самых ярких различий между новозеландской и австралийской разновидностями и другими вариантами английского языка является тот факт, что фонема /ɪ/ в новозеландском варианте произносится как гласный центрального ряда, близкий к шва (эта черта объединяет его с южноафриканским английским), а фонема /e/ реализуется близко к [i]. Существуют и другие отличия в фонетике. Некоторые из этих различий ближе к диалектам южной Англии, чем австралийский английский. У новозеландского акцента также есть некоторые шотландские и ирландские черты, полученные от шотландцев и ирландцев, прибывших в Новую Зеландию во множестве в XIX столетии. Во время переписи 2013 года на английском языке говорили 96,1 % от общей численности населения.

### Маори
Восточно-полинезийский язык маори (te reo Māori), близкородственный с кукским и таитянским языками. Маори несколько дальше отстоит от гавайского и маркизского и ещё дальше — от языков Западной Полинезии, включая самоанский, ниуэйский и тонганский. После европейской колонизации использование маори сильно сократилось, но с 1970-х годов эту тенденцию стараются переломить, со скромным успехом. По Закону о языке маори 1987 года ему был предоставлен статус государственного, проводятся неделя языка маори, существует телевизионный канал, который ведёт вещание на языке маори. Перепись 2013 года показала, что на маори говорили 3,7 % населения.
У маори существует несколько диалектов, особенно отличается диалект Южного острова. Диалекты ассоциированы с племенами и продолжают использоваться как маркер принадлежности к сообществу.

### Новозеландский язык жестов
Новозеландский жестовый язык (NZSL) близок к британскому жестовому языку (BSL) и технически может считаться его диалектом; общими между ними являются 62,5 % жестов. В NZSL шире, чем в британском жестовом языке, используется проговаривание слов губами, а в лексику новозеландского языка жестов входят понятия, которые характерны исключительно для Новой Зеландии. Распространённость проговаривания объясняется господствовавшим в Новой Зеландии оралистским подходом. Как и другие естественные жестовые языки, NZSL был создан глухими, и не является производным от звучащих языков.
Словарь новозеландского жестового языка включает в себя такие понятия маори, как мараэ и танги, а также жесты для новозеландских топонимов. Новозеландский жестовый язык стал официальным языком Новой Зеландии в апреле 2006 года. Им владеют около 24 000 человек.

### Другие языки
Согласно переписи 2013 года, в Новой Зеландии используется 174 языка (включая жестовые). Как отмечается в переписи 2013 года, наиболее распространенными языками без официального статуса являются самоанский (2,2 %), хинди (1,7 %), севернокитайский язык, включая путунхуа (1,3 %) и французский (1,2 %).

## Религия

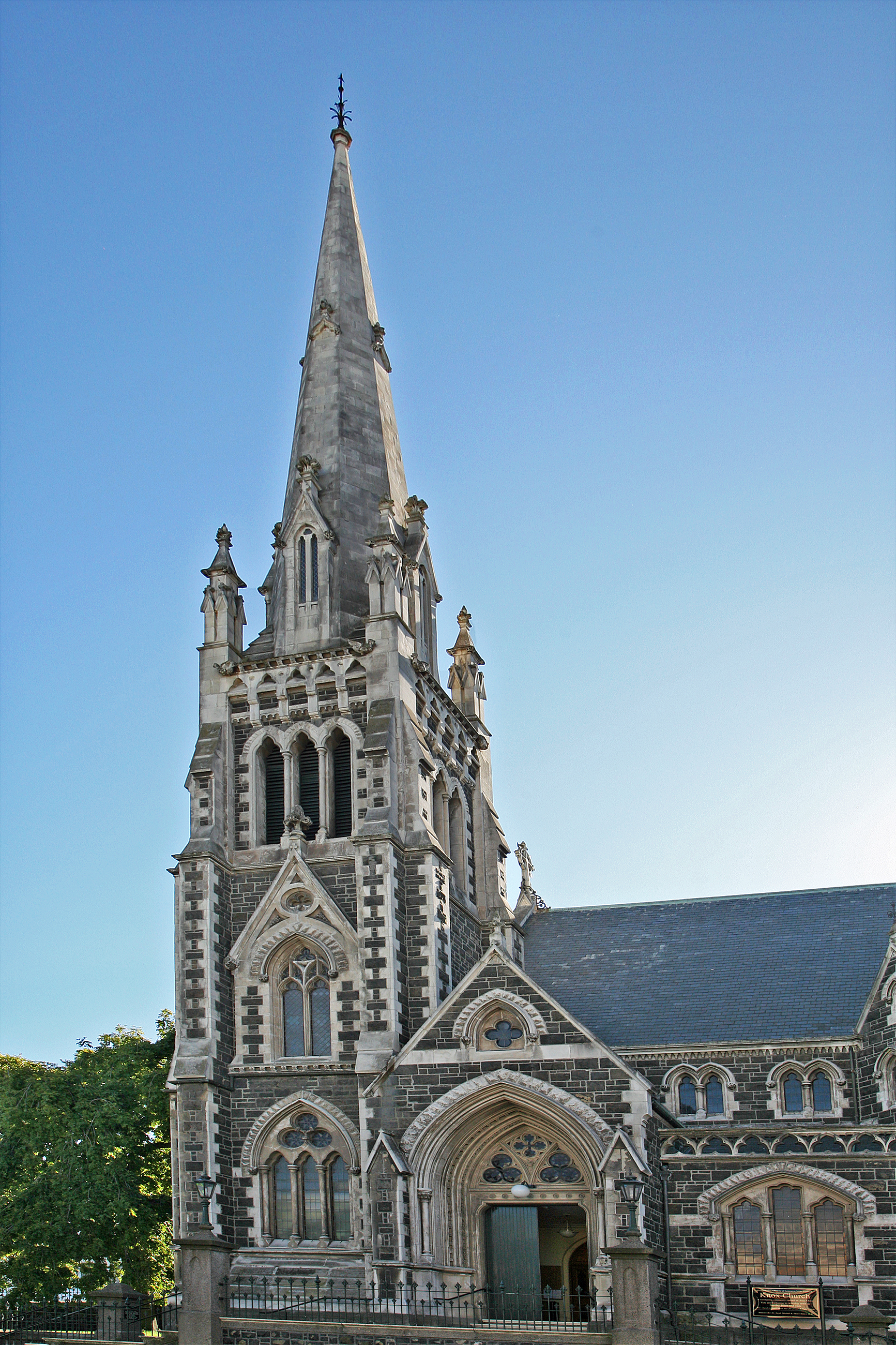
Церковь Нокса, Пресвитерианская церковь в Данидине. Город был основан шотландскими пресвитерианцами.

Доколониальная религия маори была политеистической. Одной из основных особенностей этой религии является понятие тапу (священный, запрещённый), которое использовалось для поддержания статуса вождей и тохунга (жрецов), а также для сохранения ресурсов. Среди первых европейских поселенцев в Новой Зеландии были христианские миссионеры, в основном из англиканской церкви, а также из других течений протестантизма и католичества. В течение XIX века возник ряд движений, смешавших традиционные верования маори с христианством. К ним относятся Паи Марире, Рингату; в начале XX века появилось движение Ратана. Как правило, они сконцентрированы вокруг фигуры пророка-лидера. Эти церкви продолжают привлекать значительное количество последователей. Согласно переписи 2013 года, 50 565 человек являются верующими ратаны, а еще 16 419 — рингату. Также 1689 человек заявили, что они исповедуют религию маори. Многие маори, принадлежащие к основным церквям, и те, у кого нет определенной религии, продолжают верить в тапу, особенно в том, что касается мёртвых, хотя и не в такой степени, как их предки.

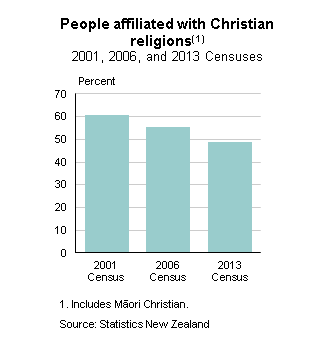
Процент людей, сообщивших о своей принадлежности к христианству в ходе переписей 2001, 2006 и 2013 годов; в течение двенадцати лет наблюдается устойчивое снижение

В течение двадцатого века пакеха стали менее религиозными. В 1920-е годы уровень сектантства и антикатолических движений всё еще оставался достаточно высоким, но с тех пор он снизился, и основные церкви в целом сотрудничают друг с другом. Церкви и религиозные лоббистские группы не имеют большого политического влияния в том, что касается пакеха. В некоторых городах и пригородах ещё можно увидеть разделение на пресвитерианскую и англиканскую части. Исследования показывают, что нерелигиозность в Новой Зеландии коррелирует с доходом населения; например, в Окленде самые богатые пригороды являются наименее религиозными. В последние десятилетия более широкий круг иммигрантов способствовал росту религиозных меньшинств. Новые иммигранты более религиозны и более разнообразны, чем предыдущие группы.
По данным переписи 2013 года, число людей, принадлежащих к христианскому вероисповеданию (включая христиан-маори), сократилось до 1 906 398 человек (48,9 % от общего числа лиц, заявивших о своей религиозной принадлежности), по сравнению с 2 082 942 (55,6 %) в 2006 году. Принадлежность к нехристианским религиям возросла после переписи 2006 года. 
В 2013 году число индуистов составляло 88 919, буддистов — 58 404, мусульман — 46 499 и сикхов — 19 191; число и доля людей, указавших, что они являются атеистами, увеличилась в период с 2006 по 2013 год — 1 635 345 новозеландцев (41,9 %) в 2013 году сообщили, что являются атеистами.

### Архитектура

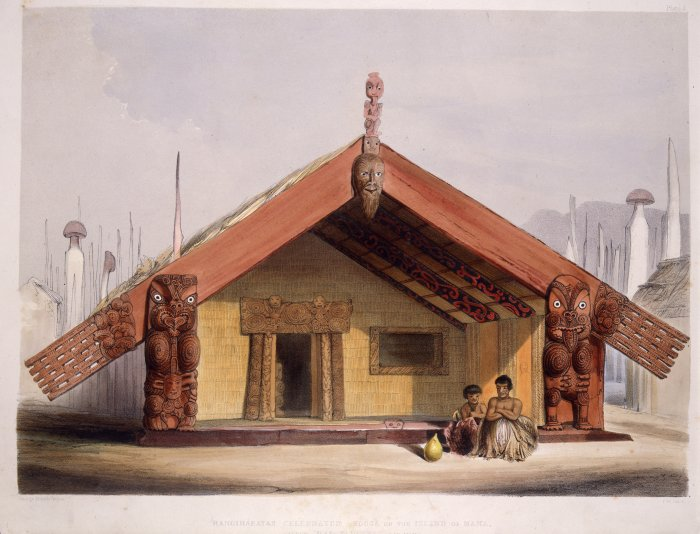
Мараэ маори — помещения для общего сбора племени

В доевропейский период освоения Новой Зеландии единственной формой архитектурного зодчества являлись полинезийские традиции, сохранённые и развитые в культуре маори. Помимо жилых помещений, единственными формами строений в тот период являлись здания для общих сборов племени (мараэ, маори Marae) и крепостные укрепления. Мараэ имеют единую архитектуру и резные украшения, характерные для всего народа маори и крайне незначительно отличались в отдельных племенах.
Начало европейского освоения страны сопровождалось развитием строительства. Поскольку большую часть населения того времени составляли выходцы из Великобритании, то, вполне естественно, что в своём строительстве они изначально придерживались британской архитектурной школы. Однако уже в XIX веке, а особенно в первой половине XX века стал складываться ярко выраженный новозеландский архитектурный стиль, поэтому даже самые ранние новозеландские постройки имеют существенные стилистические отличия не только от британских строений того времени, но и от австралийских. Причиной этому во многом служила отдалённость страны и невысокая плотность населения, что делало крайне трудным финансирование строительства любых крупных объектов или зданий. Обилие пригодного для строительства камня позволило уже на ранних этапах освоения страны отказаться от использования дерева в строительстве.
Одним из наиболее интересных архитектурных памятников страны является застройка центральной части города Нейпир. Разрушенный землетрясением в 1931 году, город был восстановлен и застроен в характерном для того времени архитектурном стиле ар-деко, сохраняется в неизменном виде до сегодняшних дней и является объектом мирового культурного наследия ЮНЕСКО.
Наиболее известным образцом современной новозеландской архитектуры и строительных технологий является возведённая в 1997 году в Окленде телебашня Скай-Тауэр. Высота башни составляет 328 м и по состоянию на май 2007 года это наиболее высокое здание южного полушария.

## Искусство

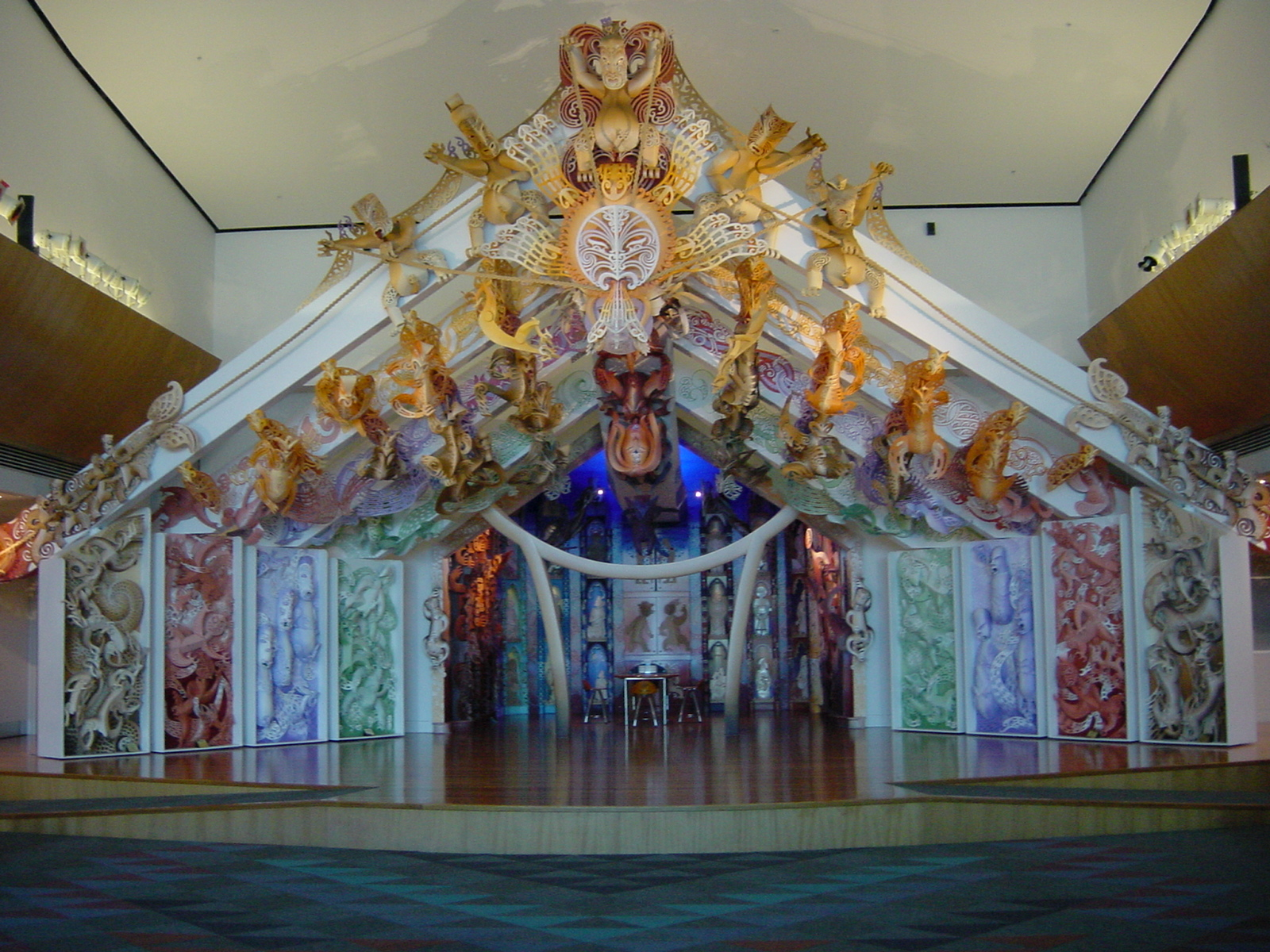
Современный фаренуи в Музей Новой Зеландии

В Новой Зеландии есть две «элитарных культуры»: маори и западная. Однако большая часть культурного материала, потребляемого в Новой Зеландии, импортируется из-за рубежа, особенно из Великобритании и США. Финансирование искусства осуществляется через специальный правительственный департамент искусств, Creative New Zealand. Фонд по охране исторических мест Новой Зеландии и Министерство культуры и наследия занимаются вопросами сохранения наследия Новой Зеландии. В большинстве городов и посёлков есть музеи, художественные галереи, а в Веллингтоне открыт национальный музей и картинная галерея Те Папа («Наше место»). Развита фотография: работает две фотогалереи и выпускается два журнала для фотографов.

### Изобразительное искусство

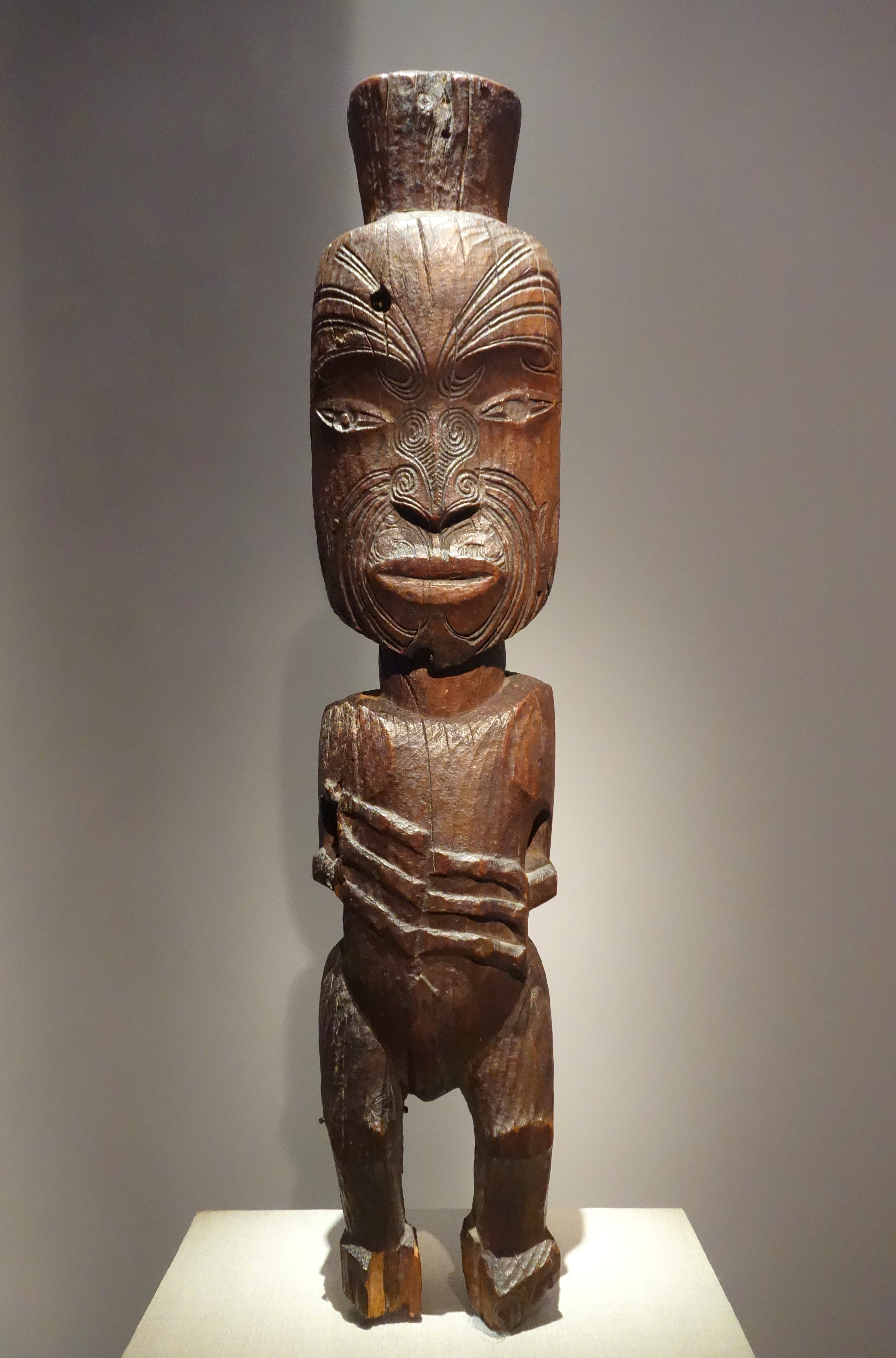
Резная фигурка текотеко племени Те Арава

Изобразительное искусство маори доколониального периода имело две основные формы: резьба и ткачество. Оба вида искусства имеют долгую историю и религиозное значение.
Когда в Новую Зеландию прибыли европейские поселенцы, они привезли с собой западные художественные традиции. Раннее искусство пакеха было сосредоточено главным образом на пейзажной живописи, хотя некоторые из наиболее известных художников-пакеха XIX века (Чарльз Голди и Готфрид Линдауэр) специализировались на портретной живописи и изображали маори. Некоторые маори переняли западный стиль, а в ряде строений для встреч маори XIX века стены украшены портретами и рисунками растений. С начала XX века Апирана Нгата и другие деятели начали программу возрождения традиционного искусства маори. Было построено много новых домов для собраний с традиционной резьбой тукутуку. Художники-пакеха стремились к созданию выраженного новозеландского художественного стиля. Рита Ангус и другие использовали для этого пейзаж, в то время как Гордон Уолтерс использовал мотивы маори. Многие художники-маори, в том числе Паратене Матчитт и Шейн Коттон, объединили западный модернизм с традиционным искусством маори.

### Исполнительское искусство

#### Хака

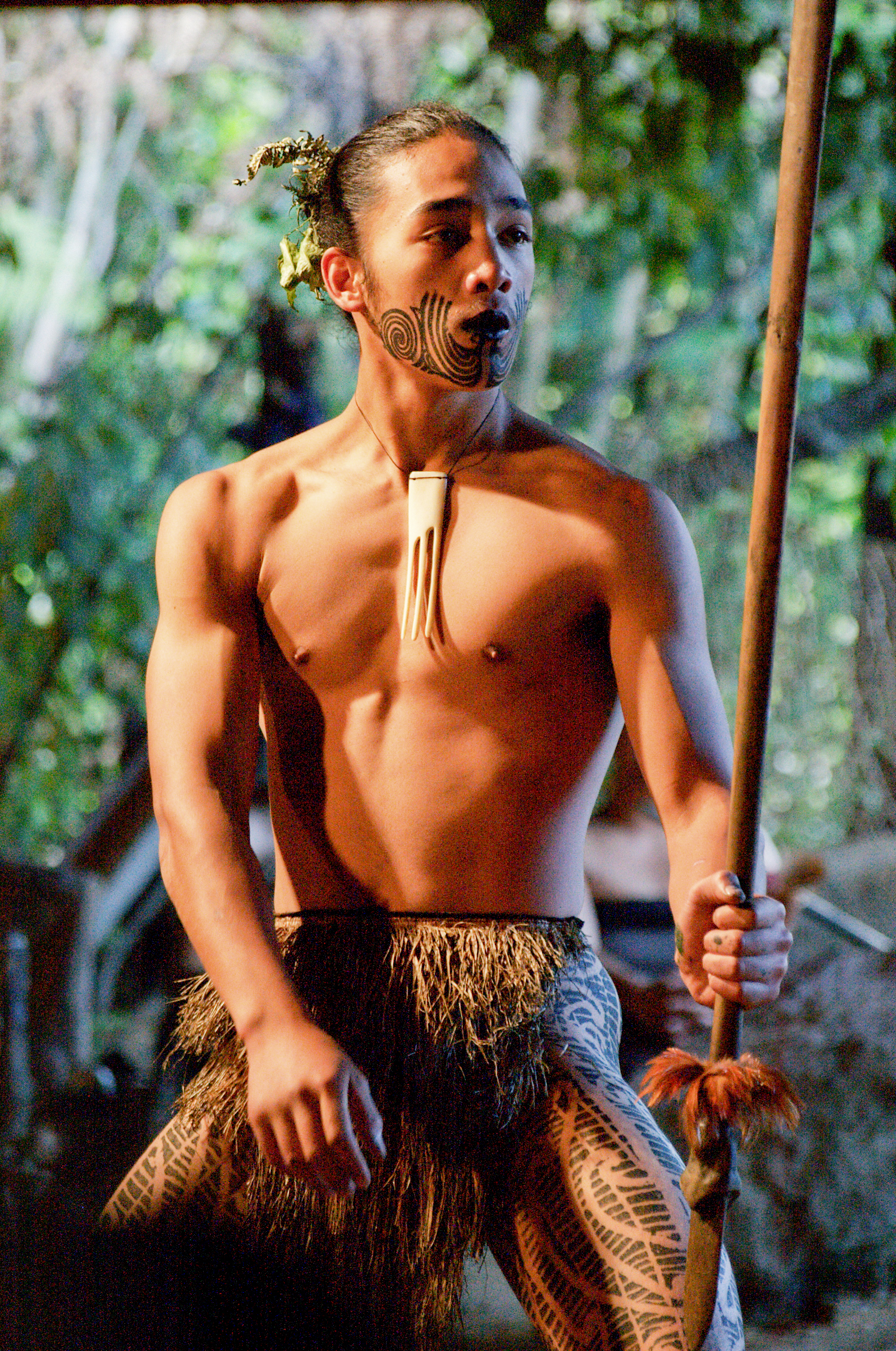
Исполнитель хака

Хака (или «капа-хака», капа" означает «ряд», «строй»), является традиционным элементом исполнительских искусств маори. С помощью хаки народ маори выражает свою культурную самобытность через песни и танцы. Традиция хака не была утрачена. Ежегодно проводятся национальные соревнования по хаке. Она также исполняется на многих государственных мероприятиях. Хаку часто ошибочно считают военным танцем, однако она стала частью широкой новозеландской культуры. Так, например, команда All Blacks исполняет хаку в качестве приветствия перед международными играми, а также теми новозеландцами, которые хотят выразить свою принадлежность к Новой Зеландии.

#### Драматургия
Новозеландская драматургия, как на сцене, так и на экране, на протяжении большей части своей истории страдала от отсутствия общественного интереса к новозеландской культуре. Несмотря на это, драматурги Роджер Холл и Джейкоб Раджан добились значительных успехов. В последние десятилетия новозеландский кинематограф активно развивался, а такие фильмы, как «Когда-то они были воинами», «Пианино» и «Небесные создания» преуспевают как на местном, так и на международном уровне. Режиссер трилогии «Властелин колец» Питер Джексон стал одним из самых успешных режиссёров.

#### Музыка

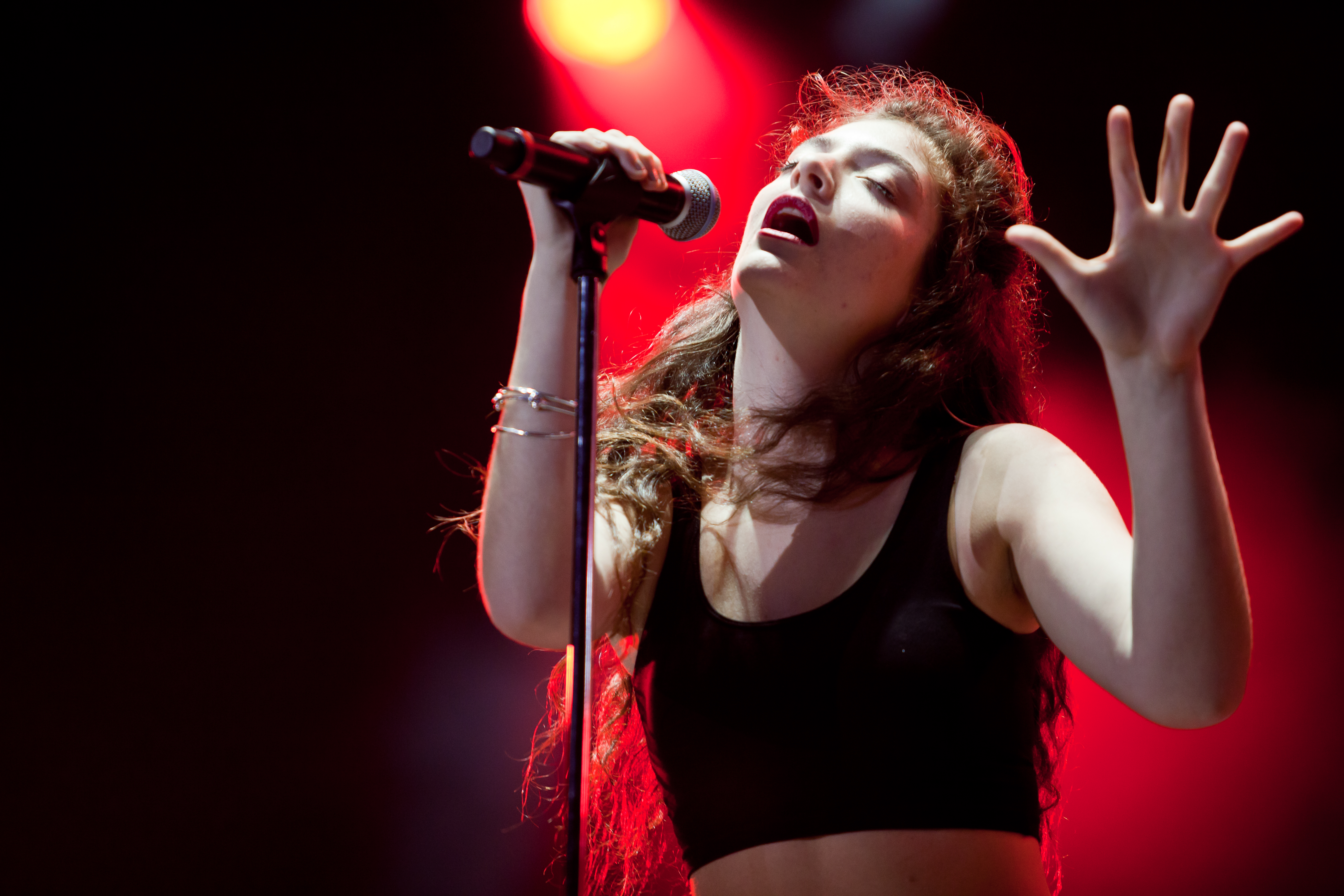
Лорд на Lollapalooza 2014

На новозеландскую музыку повлияли блюз, джаз, кантри, рок-н-ролл и хип-хоп, причём многие из этих жанров получили уникальную новозеландскую интерпретацию. Кроме того, здесь процветает живая музыка, танцы и инди-музыка. Регги также популярен в некоторых общинах. Такие группы, как Herbs, Katchafire, 1814, House Of Shem, Unity Pacific имеют собственный стиль и в творчестве опираются на своё происхождение.
Многие популярные артисты добились международного успеха, в том числе Лорд, Split Enz, Crowded House, OMC, Bic Runga, Кимбра, Ladyhawke, The Naked and Famous, Fat Freddy's Drop, Savage, Alien Weaponry, Flight of the Conchords и Брук Фрейзер.
В Новой Зеландии есть национальный оркестр и множество региональных оркестров. Ряд новозеландских композиторов имеют мировое признание: Дуглас Лилберн, Джон Псатас, Джек Боди, Джиллиан Уайтхед, Дженни Маклауд, Гарет Фарр, Росс Харрис, Мартин Лодж.

#### Комедия
Новозеландские комики получили международное признание в 1990-х годах. Самым популярным комиком Новой Зеландии был Билли Т. Джеймс. В 1970-х и 1980-х годах он высмеивал межнациональные отношения, а Дэвид Макфайл и Джон Гэдсби высмеивали политических деятелей, особенно Роберта Малдуна. Джон Кларк, он же Фред Дагг, шутил о сельской жизни. Начиная с 1990-х годов выступает полинезийская группа комиков Naked Samoans. С юмористическими номерами выступает Рэйбон Кан — известный азиатский комик и обозреватель. Topp Twins — оригинальный дуэт комиков и кантри-музыкантов. Также новозеландский комедийный дуэт Flight of the Conchords получил широкое признание по всему англоязычному миру.

### Литература

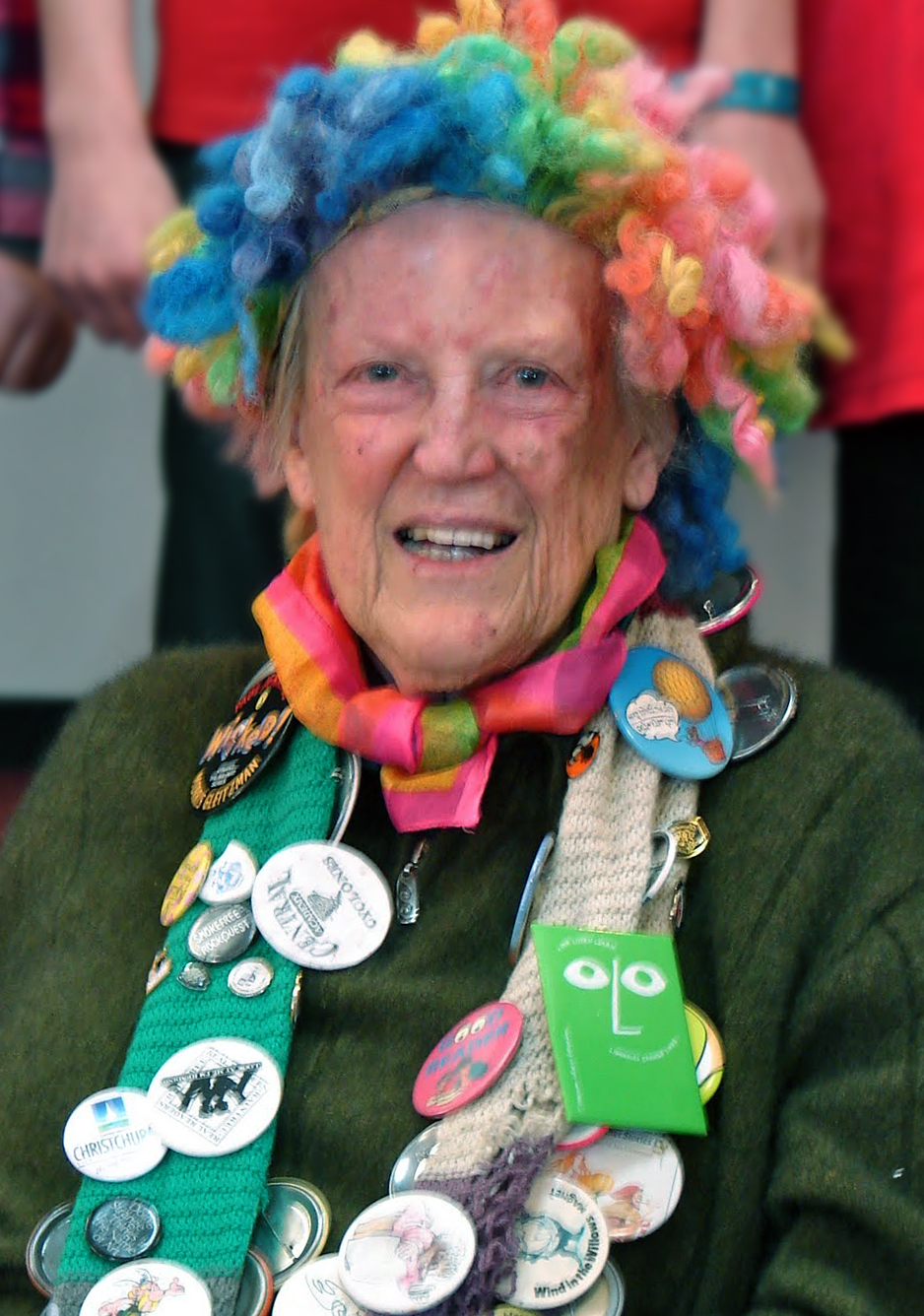
Детская писательница Маргарет Махи, июль 2011

### Киноискусство
Несмотря на то, что съёмки кинофильмов начались в Новой Зеландии ещё в 1920-х годах, активное развитие киноиндустрия получила лишь начиная с семидесятых годов того же века. С каждым годом увеличивается количество фильмов, снятых в стране, либо созданных с участием новозеландских кинематографистов. Мировую известность получили трилогии «Властелин Колец» и «Хоббит», кинофильмы «Последний самурай», «Хроники Нарнии. Лев, Колдунья и Волшебный Шкаф», «Хроники Нарнии: Принц Каспиан», «Зена — королева воинов» и целый ряд других. Среди ярких представителей новозеландской киноиндустрии следует отметить кинорежиссёра Питера Джексона, сценариста и кинорежиссёра Джейн Кемпион, сценариста, кинорежиссёра и актёра Тайку Вайтити, актёров Темуэру Моррисона, Крейга Паркера, Сэма Нилла и Рассела Кроу, актрис Кейшу Касл-Хьюз и Люси Лоулесс.

### Фотография
Фотография в Новой Зеландии развивалась аналогично другим колониям. В первые годы существования фотографии Новая Зеландия ввиду географической удалённости испытывала недостаток фотоматериалов, однако пионеры фотоискусства оставили множество снимков — в частности, значительное количество фотографий маори. В первой половине XX века в фотографии страны преобладали пикториализм и социальный реализм. В XXI веке в связи с повсеместным распространением ультракомпактных фотокамер фотоискусство демократизировалось и стало доступным всем слоям населения.

## Наука

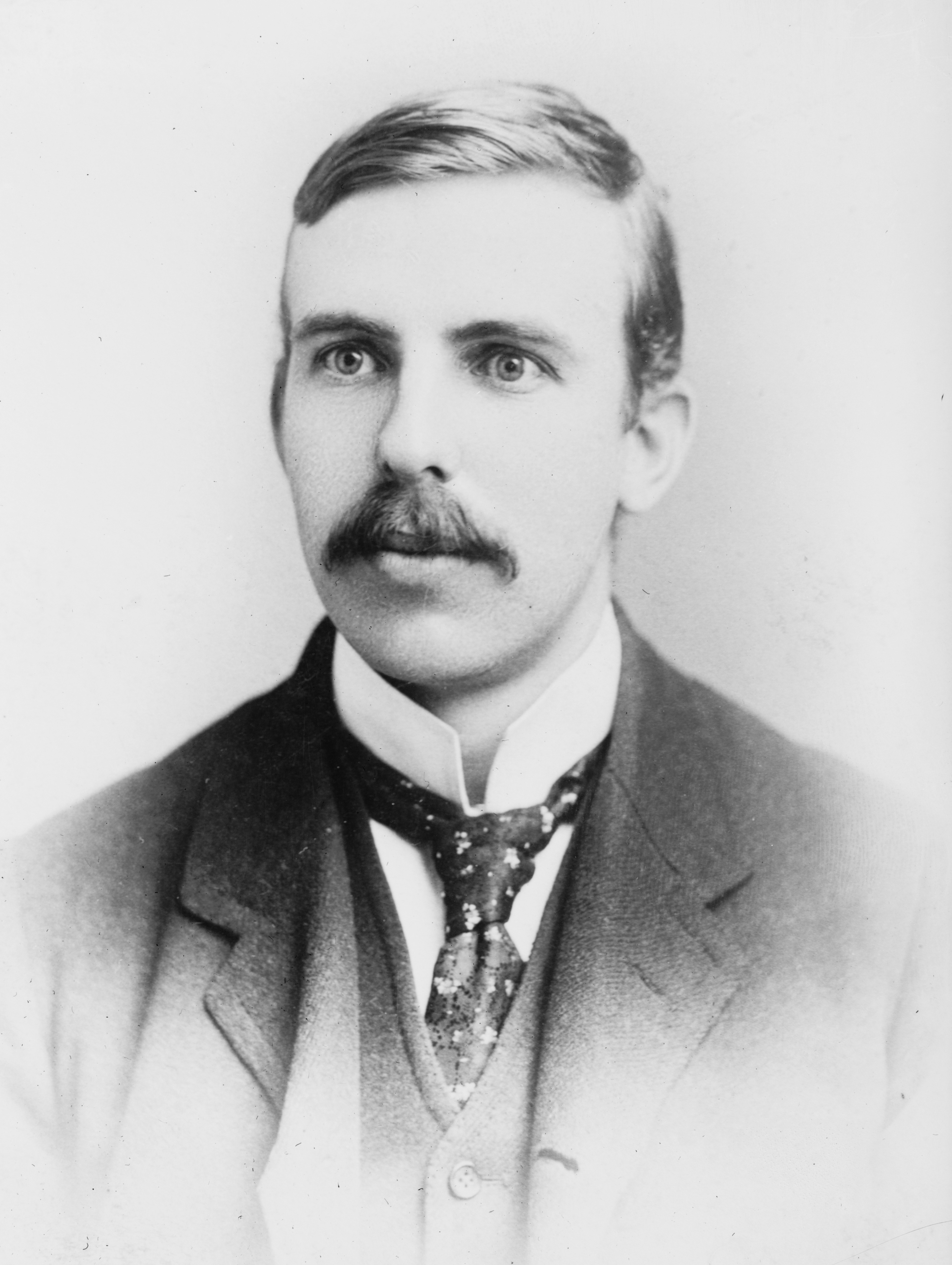
Эрнест Резерфорд, основоположник современной ядерной физики и один из наиболее известных учёных Новой Зеландии

Королевское общество Новой Зеландии (Royal Society of New Zealand) — является национальной Академией наук и объединяет в своих рядах около 60 независимых научно-исследовательских и технологических центров.
Королевские научно-исследовательские институты (Crown Research Institutes) — государственная организация, созданная в 1992 г., объединяющая девять научно-исследовательских центров, работающих в жизненно важных для страны областях исследований, является крупнейшим научно-исследовательским объединением страны. Работы в области научных исследований и внедрения исследовательских разработок координирует на общенациональном уровне Министерство исследований, науки и технологии. 
Государственные затраты на развитие науки и исследований составили в 2005 финансовом году около 0,5 % ВНП; государственные затраты составляют около 11 % от общего объёма финансирования науки, технологии и развития в экономике страны.
Традиционно приоритетными для Новой Зеландии являются медицинские исследования, биология, биохимия, сельскохозяйственные исследования и лесное хозяйство, инженерные и социальные науки, антарктические исследования. 

Крупнейшей астрономической обсерваторией в Новой Зеландии является Университетская обсерватория Маунт Джон.

## Средства массовой информации
В 2006 году в стране издавалось 20 ежедневных газет. Крупнейшей среди них является New Zealand Herald, издаваемая тиражом более 195 000 экземпляров. Кроме этого, в стране выпускается ещё 126 газет, большинство из которых принадлежит общественным организациям и отдельным лицам. В 2006 году в стране издавалось около 230 журналов. Крупнейшими являются журналы Skywatch и New Zealand Women’s Day. Их тиражи — более 500 000 и 130 000 экземпляров соответственно.
Телевидение
Крупнейшей телевизионной компанией страны является национальная Television New Zealand. Компания ведёт вещание на двух общенациональных каналах TV ONE и TV2. Программы ведутся 24 часа в сутки в течение 7 дней в неделю. Вещание доступно почти на всей территории страны. При финансовой поддержке государства в 2006 году компания также начала передачи нового бесплатного и свободного от рекламы телеканала FreeView. Для развития и поддержания национального языка маори в стране действует телеканал Māori Television, передачи на котором ведутся преимущественно на маори. В стране также работают две независимые телевещательная компании SKY Television и HT Media. Первая специализируется на транслировании спутниковых цифровых каналов, вторая вещает на каналах TV3 и C4.
Национальное государственное радио начало свои программы в начале 1930-х годов, а первые независимые частные радиостанции стали появляться в стране лишь в 1960-х годах. Общенациональное радиовещание осуществляется Radio New Zealand Te Reo Irirangi o Aotearoa. В их управлении находится: три общенациональные сети National, Concert и AM Network; новозеландская государственная станция международного вещанияRadio New Zealand International; новостные каналы Radio New Zealand News и Current Affairs; национальный аудиоархив. Крупнейшей независимой радиокомпанией является Niu FM, управляемая National Pacific Radio Trust. Программы компании доступны для приёма в районах проживания более 85 % населения страны. Радиоканал Māori Radio ведёт свои передачи на языке маори и создан в 1989 году именно в целях поддержания развития и сохранения языка этого народа. На этом канале работает 21 радиостанция, все они принадлежат различным племенам маори. В целом в стране работает около 200 других независимых радиостанций.

## Спорт

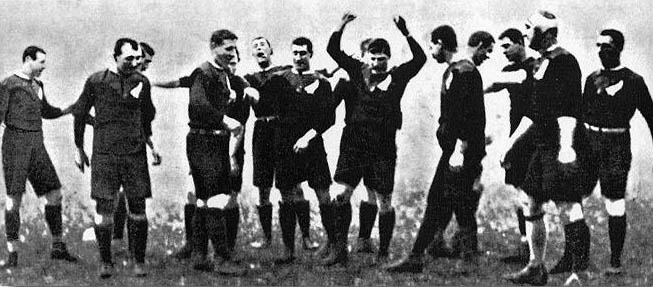
Ориджинал Олл Блэкс исполняют Хака (спорт), 1905

Большинство новозеландцев занимается спортом. Популярны командные игры — регби-юнион, крикет, баскетбол, нетбол, футбол (самый популярный вид спорта среди детей), регбилиг и хоккей. Также популярны гольф, теннис, велосипедный спорт и различные водные виды спорта, особенно парусный спорт и гребля. Страна известна своими экстремальными видами спорта, приключенческим туризмом и сильными альпинистскими традициями, что подтверждается успехами знаменитого новозеландца Эдмунда Хиллари, покорившего Эверест.
Сборная Новой Зеландии по регби называется All Blacks. Она удерживает рекорд по числу побед среди национальных команд, в том числе, победила на первом Чемпионате мира по регби 1987 года. Аналогичные по стилю названия сборных команд используются и в некоторых других видах спорта. Например, национальная баскетбольная команда известна как Tall Blacks (рус. Высокие Чёрные).
В 1960-х годах в Новой Зеландии были популярны скачки, они стали частью культуры «регби, гонок и пива». Многие новозеландцы либо играют, либо поддерживают свою местную команду по регби, а All Blacks являются национальной иконой. Иногда говорится, что в Новой Зеландии регби является своего рода «национальной религией».

## Классовое деление в Новой Зеландии

### Иерархия маори
Общество маори традиционно основывалось на сословной системе, причём сословие определялось происхождением (факапапа). Современное общество маори гораздо менее иерархично, чем традиционное, но всё ещё стратифицировано по меркам пакеха. Тем не менее, некоторые маори, не родившиеся в известных семьях, сумели достичь значительной маны и уважения в своих общинах благодаря своим достижениям или образованию.

### Бесклассовое сообщество
Примерно до 1980-х годов часто говорилось, что Новая Зеландия является «бесклассовым обществом». В доказательство этому приводился относительно небольшой разрыв в благосостоянии граждан (то есть самые богатые не зарабатывали значительно больше, чем самые бедные), высокий уровень классовой мобильности, высокий уровень жизни рабочего класса по сравнению с Великобританией, прогрессивные законы о труде, которые защищали рабочих и поощряли профсоюзы, государственное жилье, концепция государства всеобщего благосостояния, которая была разработана в Новой Зеландии раньше, чем в большинстве других стран.
Эгалитаризм новозеландцев подвергался критике как обескураживающий, уничтожающий амбиции и обесценивающий личные достижения и успех. Новозеландцы склонны ценить скромность и не доверять тем, кто говорит о своих достоинствах. Особенно им не нравятся те, кто считает себя лучше других, даже если этот человек явно более талантлив или успешен, чем другие. Такое отношение может проявляться в синдроме высокого мака или менталитете крабов.
Существует теория, что в Новой Зеландии этническая принадлежность занимает место класса, так как маори и другие полинезийцы зарабатывают меньше, имеют более низкий уровень жизни и образования, а также работают на более низкооплачиваемых должностях, чем пакеха.
Заявления о бесклассовом обществе в Новой Зеландии были опровергнуты в 1980-х и 1990-х годах после экономических реформ четвертого лейбористского правительства и его преемника, четвертого национального правительства. В связи с экономическим и социальным воздействием международного капитала, торговли и рекламы, произошёл и культурный сдвиг. Новозеландцы получили доступ к неизвестному ранее ряду потребительских товаров и франшиз. Благодаря зарубежным программам быстро развились коммерческие радиостанции и телеканалы. Местное производство пострадало от дешевого импорта, многие рабочие места исчезли. Эти реформы привели к резкому увеличению разрыва между самыми богатыми и самыми бедными новозеландцами и увеличению числа людей, живущих в нищете. Недавняя оценка стоимости недвижимости увеличила благосостояние целого поколения землевладельцев, в то же время сделав жилье недоступным для многих. Некоторые обеспокоены тем, что пузырь на рынке недвижимости в Новой Зеландии может лопнуть, что может привести к катастрофическим экономическим и социальным последствиям.

## Путешествия и зарубежный опыт
Новозеландцы очень часто путешествуют или живут за границей в течение длительных периодов времени, часто по визе working holiday. Для длительного стажа за границей в Новой Зеландии существует специальный термин: «Overseas experience», или OE. Зарубежный опыт чаще всего практикуют люди в возрасте от 20 лет. Тремя наиболее распространёнными направлениями являются Австралия, Великобритания и Европа, хотя в последнее время всё более популярными становятся поездки в азиатские страны для преподавания английского языка, такие как Южная Корея и Япония. На восточном побережье Австралии и в Лондоне существуют крупные общины новозеландских эмигрантов.
Получение зарубежного опыта в Европе обычно финансируется человеком самостоятельно и, как правило, накопить нужную сумму удаётся лишь через несколько лет после окончания университета. Продолжительность визита может составлять от нескольких месяцев до нескольких лет. Поскольку многие новозеландцы имеют британское происхождение или двойное гражданство (иногда в результате зарубежного опыта своих родителей), ограничения на работу в Британии на большинство из них не распространяются.
Рабочий отпуск в Азии новозеландцы чаще проводят вскоре после окончания учебного заведения. Существует множество агентств, предназначенных для выпускников и специально организующих такие поездки. Поскольку Австралия расположена достаточно близко к Новой Зеландии и работать там новозеландцы могут без ограничений, то контингент работающих новозеландцев в Австралии более разнообразен, чем в других странах, со значительно большей долей маори и представителей рабочего класса.
С момента подписания Транс-Тасманского соглашения о поездках в 1973 году новозеландцы имеют право жить и работать в Австралии на равных условиях с гражданами Австралии. До 1970-х годов новозеландцы имели аналогичные права по отношению к Британии. Изменения в британском иммиграционном законодательстве в этот период требовали, чтобы новозеландцы получали визы, чтобы работать в Великобритании или жить там в течение длительного периода, если они не были прямыми потомками лиц британского происхождения.
Новая Зеландия имеет ряд взаимных соглашений о working holiday, позволяющих людям старше 20 лет жить и работать за границей, обычно до года. Такие соглашения заключены с Аргентиной, Бельгией, Бразилией, Канадой, Чили, Чешской Республикой, Данией, Финляндией, Францией, Германией, Гонконгом, Республикой Ирландия, Италией, Японией, Южной Кореей, Малайзией, Мальтой, Мексикой, Нидерландами, Норвегией, Сингапуром, Испанией, Швецией, Тайванем, Таиландом, Великобританией и Уругваем.

## Национальные стереотипы

### Мужчина-киви
Сложился стереотип о том, что мужчина из Новой Зеландии по сути представляется первопроходцем: он селянин, сильный, неэмоциональный, у него мало времени для высокой культуры, он хорош в обращении с животными (особенно с лошадьми), разбирается в технике и способен почти всё сделать своими руками. Такой тип человека считается уникальным продуктом колониального периода Новой Зеландии, но он имеет много общего со стереотипным американским пионером Дикого Запада и австралийским бушрейнджером. Предполагается, что новозеландские мужчины всё ещё обладают многими из этих качеств, хотя большинство новозеландцев живут в городских районах с конца XIX века. Это не помешало новозеландцам видеть себя деревенскими жителями, хорошо подготовленных для проживания в глубинке.
Новозеландские мачо: новозеландские мужчины часто считаются сильными, неэмоциональными и склонными к насилию. В течение многих лет эти черты считались положительными. Жёсткий, суровый характер ярко воплощал Колин Мидс, игрок команды All Blacks. Мидс был признан «новозеландским игроком века» по версии журнала «New Zealand Rugby Monthly». Он был вторым игроком команды, удалённым с поля, а также однажды сыграл матч со сломанной рукой. Хотя он, как было известно, нападал на других игроков во время игр, это, как правило, считалось частью «духа игры». Он также был сторонником спортивных контактов с Южной Африкой в период апартеида. В последние десятилетия образ мачо подвергся критике ввиду опасности как для людей, которые его воплощают, так и для окружающих. Утверждалось, что образ жёсткого и брутального мужчины в новозеландской культуре приводит к пьянству и высокому уровню самоубийств среди мужчин. Однако у этого образа всё ещё есть свои сторонники, причем некоторые спортивные комментаторы утверждают, что последним составам All Blacks не хватает «отморозков».

## Новозеландская позиция

### Социальный консерватизм и прогрессивность
Социальная политика Новой Зеландии имеет тенденцию колебаться между социальной прогрессивностью и консерватизмом. Социальные реформы, впервые инициированные Новой Зеландией, включают женское избирательное право, государство всеобщего благосостояния и уважение к коренным народам (через Договор Вайтанги и Трибунал Вайтанги). Новая Зеландия с 1930-х годов была одним из лидеров западного мира в области государственного регулирования экономики, а в 1980-х и 1990-х годах реформы правительства лейбористов привели к политике дерегуляции. Новая Зеландия стала первой страной, в которой был избран открыто транссексуальный мэр (а затем член парламента) Джорджина Байер. Однополые браки разрешены в Новой Зеландии с 19 августа 2013 года.
Тем не менее, в Новой Зеландии существует очень консервативная социальная политика. В частности, начиная с Первой мировой войны до 1967 года пабы по закону должны были закрываться в 18:00. До 1980-х годов большинство магазинов было запрещено открывать по выходным, а до 1999 года алкогольные напитки нельзя было продавать по воскресеньям (согласно так называемому «синему закону»). Аборты в Новой Зеландии имеют большее количество ограничений, чем во многих других западных обществах.
Турне сборной Южной Африки по регби «Спрингбокс» по Новой Зеландии 1981 года спровоцировало множество протестов среди местных жителей. Новая Зеландия не видела столь резких акций со времён Береговой забастовки 1951 года. Новозеландские регбийные чиновники мотивировали приглашение африканцев тем, что правительство новозеландского премьер-министра Роберта Малдуна гарантировало, что спорт в стране останется вне политики. Серию игр, сопровождаемую весьма агрессивным протестом, который даже вынудил администрацию отменить два матча, выиграли «Олл Блэкс». Третий и последний тестовый матч также запомнился выступлением одного из политических активистов и противников апартеида, летавшего вокруг стадиона «Иден Парк» на самолёте Cessna. Пилот на протяжении всей игры сбрасывал на арену листовки, мучные бомбы и пиротехнические изделия. Финалом акции стал спуск на парашюте флага с надписью Biko, посвящённого известному борцу за права темнокожих жителей ЮАР Стиву Бико. За матчем закрепилось название Flour Bomb Test («игра мучных бомб»). Благодаря острой политической повестке и вызванным ей беспорядкам турне оказало значительное влияние на новозеландское общество.

### Отношение к власти и собственности
В целом новозеландцы верят в свою демократию. В Новой Зеландии наблюдается очень низкий уровень коррупции, хотя некоторые задаются вопросом, полностью ли оправдано это восприятие. Явка на парламентских выборах обычно превышает 80 %, очень высокая по международным стандартам, причём граждане не обязаны принимать участие в выборах. Тем не менее, на выборах в местные органы власти явка избирателей намного ниже — в среднем 53 % в 2007 году.
Новозеландцы — как пакеха, так и маори — считаются индивидуалистами. Новозеландцы воспринимают вторжение на свою землю и территорию очень близко к сердцу, поскольку собственничество и независимость являются глубоко укоренившимися культурными чертами. Психологи говорят, что наблюдается чёткое различие между Новой Зеландией и некоторыми европейскими или азиатскими странами, которые гораздо более склонны к коллективизму. Сильный акцент на ценности земли нашёл отражение в культуре маори. Для них земля имеет как коммерческую, так и духовную ценность

### Отношение к мультикультурализму
Новая Зеландия большую часть своей современной истории была изолированным бикультурным обществом. В последние десятилетия растущее число иммигрантов изменило демографический состав страны. В крупных городах это изменение произошло внезапно и резко. В Новой Зеландии растёт осведомленность о мультикультурализме во всех сферах жизни общества, а также в политике. 
Межрасовые отношения в Новой Зеландии являлись спорной темой. Платформа политической партии New Zealand First характеризуется резко ограничительной иммиграционной политикой. В 1971 году Законом о расовых отношениях было создано Управление посредников по вопросам расовых отношений в целях «поощрения позитивных расовых отношений и рассмотрения жалоб на дискриминацию по признаку расы, цвета кожи, этнического или национального происхождения», которое было объединено с Комиссией по правам человека в январе 2002 года.

## Еда

### Кухня маори

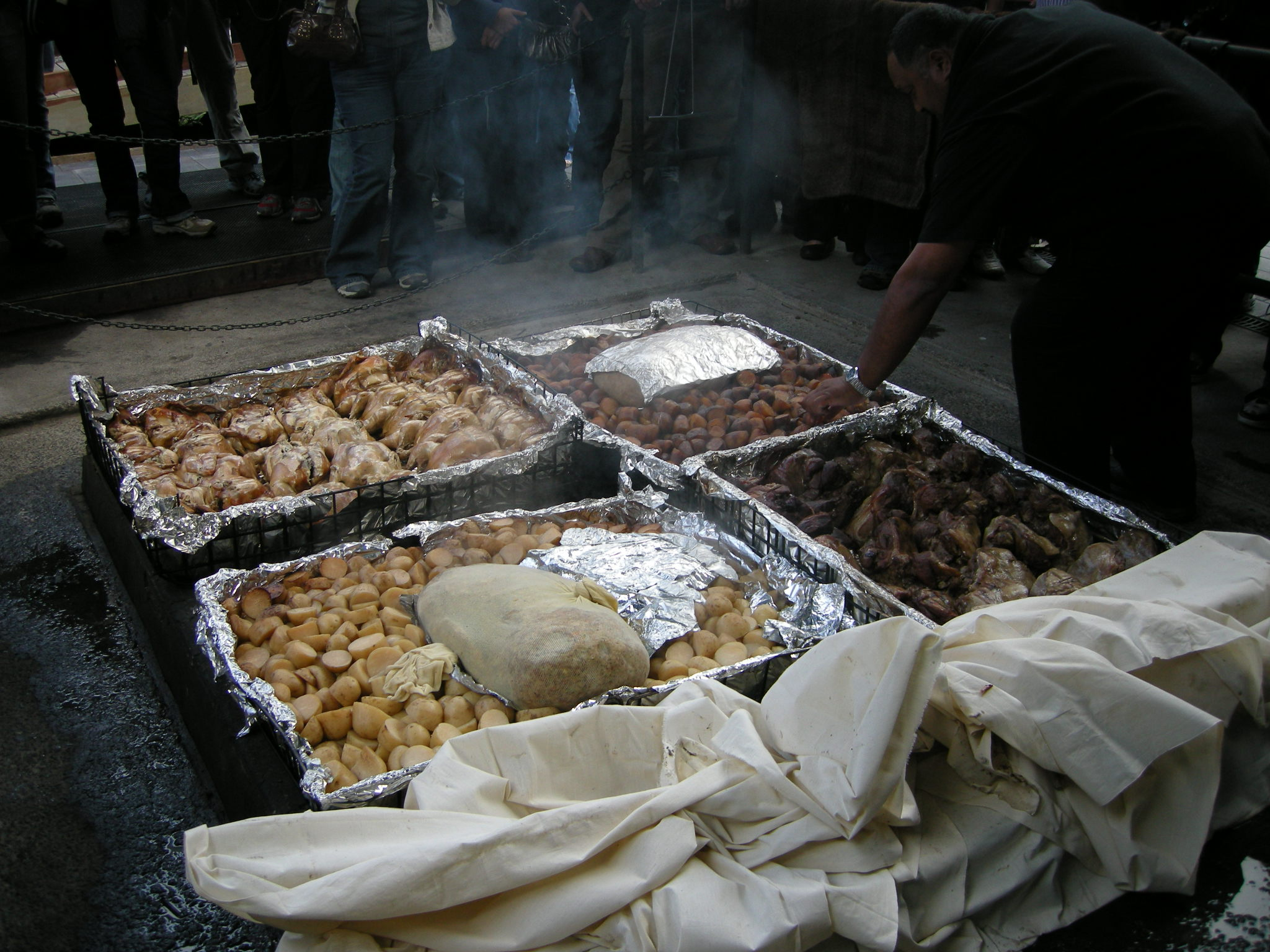
Приготовление пищи в ханги (земляной печи)

Традиционная диета маори отличалась малым разнообразием продуктов и содержала много пищевых волокон и белка, но мало жира по сравнению с современной европейской, её называют среди факторов малого распространения неинфекционных заболеваний среди представителей этого народа.
Кухня маори исторически происходила из кухни тропической Полинезии, адаптированной к более холодному климату Новой Зеландии. Предки маори, прибывшие на острова Новой Зеландии в XIII—XV веках, привезли с собой знакомые им продукты: батат, ямс, таро, бруссонетию и кордилину кустарниковую, однако их пришлось адаптировать на новом месте ввиду более холодного климата. Кроме того, в пищу начали употреблять местные растения: корневища папоротника рарауфе были основой маорийской диеты, также в пищу шли другие папоротники и их корневища и побеги, листья, корневища и семена пальм, листовые растения (в особенности осот шероховатый), грибы (дождевики, опята, аурикулярия густоволосистая), ягоды, фрукты и семена (Corynocarpus laevigatus, Lophomyrtus bullata, Neomyrtus и хинау).
Источником животного белка в основном была человечина, а также полинезийская крыса и собака кури, моа и новозеландские гуси (до уничтожения) и другие птицы: пастушок-уэка, новозеландский плодоядный голубь, туи, синяя утка, такахе и несколько видов морских птиц. Маори ели и древесных личинок (маори huhu). Капитан Кук во время своей экспедиции пришёл в ужас от каннибальской практики в Новой Зеландии.
Кроме того, в рацион входили дары моря: рыба, тюлени, киты, дельфины, угри, моллюски (Echyridella menziesi, Perna canalicula, Amphibola crenata, Evechinus chloroticus, пауа, Austrovenus stutchburyi, Paphies australis, Paphies ventricosa и Paphies subtriangulata), ракообразные и водоросли (Pyropia columbina и другие).
Обычным напитком выступала простая вода. При болезни употребляли разнообразные настои и тонизирующие напитки из воды с фруктами, водорослями и ягодами.
Употребление в пищу психотропных и наркотических веществ не практиковалось за исключением подготовки к битве.
Пищу готовили в ханги (земных печах) и поджаривали, а в геотермальных зонах варили или варили на пару с использованием природных горячих источников и бассейнов. Большие количества еды запасали впрок и для торговли. Пищу сушили на солнце, ветре или раскалённых камнях, жирную птицу консервировали в собственном жиру, рыбу и речных раков заквашивали в проточной воде. Маори были одним из немногих народов, у которых не было никаких алкогольных напитков.
После прибытия европейцев маорийская кухня обогатилась пшеничной мукой, свининой, бараниной, козлятиной и курятиной, картофелем, кукурузой, тыквой, морковью и капустой. Основой рациона стали свинина, осот и картофель. После освоения европейских продуктов появилось новое блюдо, «варево» (англ. boil-up): в кипящей воде варят свиные кости с мясом, осот и картофель; сверху на кастрюлю иногда выкладывают клёцки из воды и муки. Привезённая европейцами кукуруза дала начало нескольким новым блюдам: ферментированной кукурузе (маори kānga pirau), кукурузной каше с содой (маори kānga pungarehu) и десерту из варёной с бататовым пюре кукурузной крупы (маори kānga waru).
С появлением пшеничной муки маори создали три разновидности выпечки: бездрожжевой хлеб (маори rewena) на картофельной закваске, бездрожжевой хворост (маори paraoa parai), жареный в масле, а также лепёшку (маори takakau).
В конце XX века традиционная пища (маори kai Māori) уступила место европейской, но приготовление пищи в ханги всё ещё используется для общественных мероприятий. Многие традиционные источники пищи стали редкими, так как интродуцированные хищники резко сократили популяцию птиц, а леса были вырублены для ведения сельского хозяйства и заготовки древесины. Современная кухня маори — это смесь традиционных блюд маори, старомодной английской кухни и современных блюд.

### Кухня пакеха

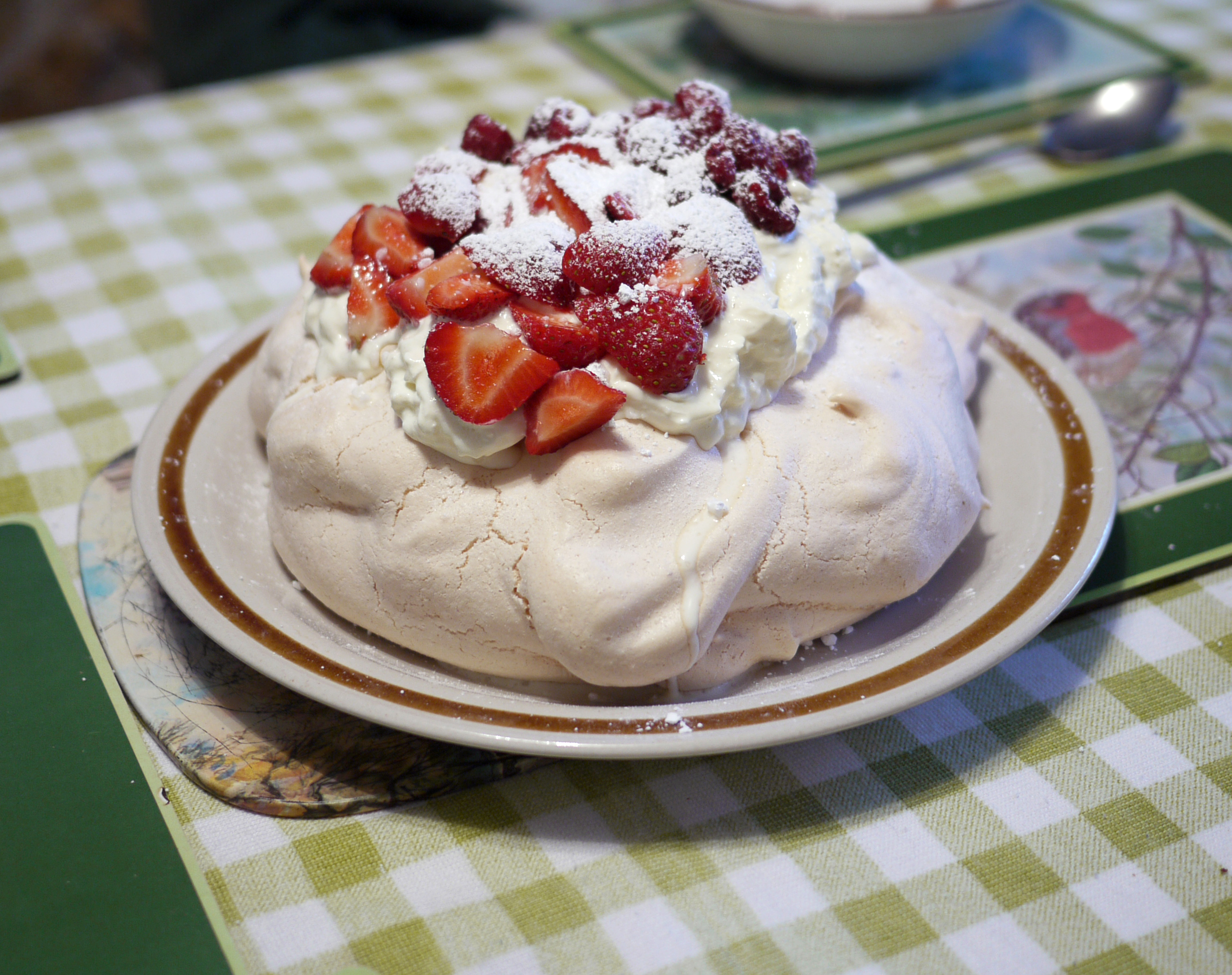
Торт Павлова, популярный новозеландский десерт, украшенный сливками и клубникой

Поскольку большинство пакеха имеют британское происхождение, кухня новозеландцев европейского происхождения находится под сильным влиянием британской кухни. Основное различие между британской и новозеландской едой было в том, что в Новой Зеландии мясо было более доступно для всех социальных слоев. Мясная диета остаётся частью культуры пакеха, хотя потребление красного мяса сократилось за последние несколько десятилетий. Популярны пироги с мясом, сосиски в тесте, рыба с картошкой фри. Пакеха любят сладкие блюда, такие как печенье, десертные батончики и торт Павлова.
В последние десятилетия пакеха открыли для себя «этническую» еду, появилась культура «фуди». Новозеландские повара, такие как Питер Гордон, внесли значительный вклад в создание кухни фьюжн.

### Другие кухни
Новая Зеландия — многонациональная страна, здесь живут представители разных этнических групп. Большинство иммигрантов в Новую Зеландию пытались воспроизвести в Новой Зеландии свою родную кухню или свои национальные блюда. Этнические рестораны служили местами встреч разных национальных сообществ, а также дали возможность другим новозеландцам попробовать разные блюда.
Эволюция культуры кафе шла параллельно с развитием Новой Зеландии. Кафе и совершенствование приготовления кофе эспрессо стали важной частью образа жизни в Новой Зеландии.